# Birger Wedberg

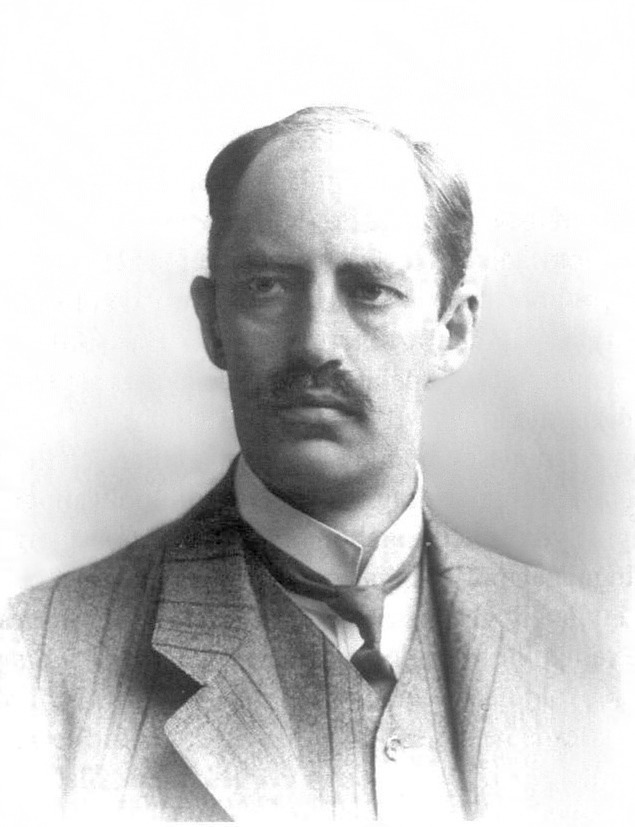
Birger Wedberg (ca. 1915)

Birger Wedberg (1870 - 1945) was een Zweeds jurist en (rechts- en cultuur-) historicus. Tussen 1906 en 1909 was hij chef in het departement van justitie. Van 1913 tot 1940 zetelde hij in de Hoge Raad. Birger Wedberg is de vader van Anders Wedberg. Na de dood van Carl Bildt nam hij diens vacante zetel (zetel 1) in, in de Zweedse Academie.